# Верх-Убинський сільський округ
Верх-Уби́нський сільський округ (каз. Верх-Уба ауылдық округі, рос. Верх-Убинский сельский округ) — адміністративна одиниця у складі Шемонаїхинського району Східноказахстанської області Казахстану. Адміністративний центр та єдиний населений пункт — село Верх-Уба.
Населення — 1764 особи (2021; 2349 у 2009, 3281 у 1999, 3119 у 1989).
Станом на 1989 рік існувала Верхубинська сільська рада (село Верхуба), село Зауба перебувало у складі Волчанської сільради. 1998 року село Зауба було передане до складу округу зі складу Волчанського сільського округу. Село Зауба було ліквідоване 2014 року.

## Склад
До складу округу входять такі населені пункти:
| Населений пункт | Старі назви | Населення, осіб (1989) | Населення, осіб (1999) | Населення, осіб (2009) | Населення, осіб (2021) |
| --------------- | ----------- | ---------------------- | ---------------------- | ---------------------- | ---------------------- |
| Верх-Уба, село  | Верхуба     | 3008                   | 3174                   | 2315                   | 1761                   |
| --Зауба, село   | -           | 111                    | 107                    | 34                     | 3                      |